# SS220
SS220 ist ein Repellent mit breitem Wirkspektrum gegen Insekten. Es wurde 2002 am Chemicals Affecting Insect Behavior Laboratory des US-Landwirtschaftsministeriums entwickelt.